# Turnir gradova u Zagrebu
Turnir gradova u Zagrebu je zagrebačko izdanje uglednog matematičkog natjecanja. Turnir gradova je srednjoškolsko natjecanje sa središtem u Rusiji, omiljeno zbog izazovnih zadataka i sustava koji omogućuje velikom broju učenika natjecanje s vršnjacima iz cijelog svijeta, ali i sa sunarodnjacima različite dobi. 
Turnir se u Zagrebu organizira od 2005. godine. Organizator Turnira je udruga MNM Marin Getaldić, a mjesto održavanja je Matematički odsjek PMF-a.

## Povijest
Turnir gradova u Zagrebu je prvi put održan 2005. godine. Organizatori su bili zagrebački studenti Matija Bašić i Rudi Mrazović. Održavao se dvije godine zaredom, a na njemu je redovito sudjelovalo tridesetak učenika iz dviju zagrebačkih matematičkih gimnazija - Pete i Petnaeste.
Nakon višegodišnje stanke, organizacije Turnira prihvatila se udruga MNM Marin Getaldić. Članovi te udruge također su zagrebački studenti matematike i bivši uspješni natjecatelji. Broj sudionika dosegao je četrdeset učenika. Uz spomenute gimnazije, Petu i Petnaestu, priključili su se natjecatelji i iz drugih škola. 
U posljednje dvije godine zagrebački srednjoškolci ostvarili su i najveće uspjehe na Turniru: u akademskoj godini 2009./2011. Matija Bucić sudjelovao je na ljetnoj konferenciji Turnira gradova (veliko finale Turnira na koje se pozivaju najbolji mladi matematičari), a 2010./2011. taj poziv zaslužila su čak trojica učenika: Matija Bucić, Luka Filipović (XV. gimnazija) i Domagoj Ćevid (V. gimnazija). Oba puta zagrebački učenici na ljetnoj konferenciji nagrađeni su diplomom maximal advance.

## Poveznice
- MNM Marin Getaldić
- Službena stranica Turnira gradova
- Stranica Turnira gradova udruge MNM, organizatora u Zagrebu  Arhivirana inačica izvorne stranice od 5. ožujka 2016. (Wayback Machine)
- Stranica Turnira gradova u Torontu
- 27. turnir gradova - jesenski krug, izvještaj o turniru u Zagrebu 2005.